# Bladbaggar

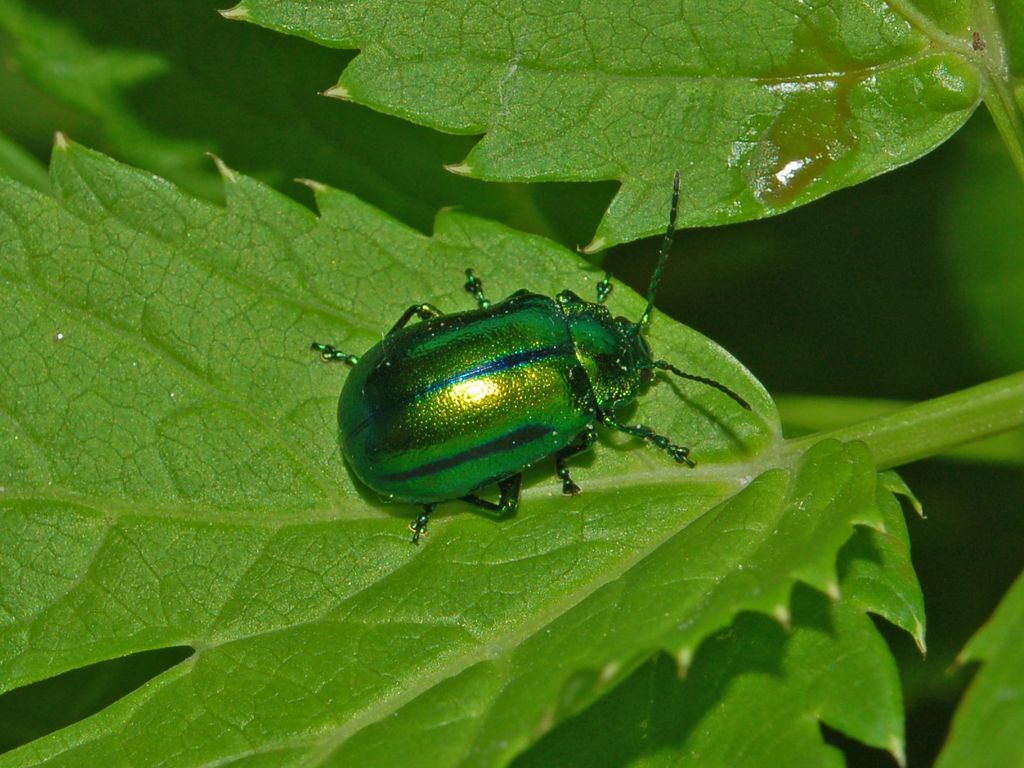
Oreina gloriosa

Bladbaggar (Chrysomelidae) är en familj i ordningen skalbaggar. Med fler än 50 000 arter beskrivna är det den största skalbaggefamiljen.
I Sverige förekommer 281 arter. Sitt namn har de fått av att såväl larver som skalbaggar i allmänhet lever av blad.

## Underfamiljer
- Alticinae
- Bruchinae
- Cassidinae
- Chrysomelinae
- Clythrinae
- Criocerinae
- Cryptocephalinae
- Donaciinae
- Eumolpinae
- Galerucinae
- Hispinae
- Lamprosomatinae
- Orsodacninae
- Synetinae
- Zeugophorinae